# Isifi Lokole
Isifi Lokole (más tarde conocida como Isifi Melodia) era una banda soukous de la República Democrática del Congo. Fue fundado en 1974. La palabra "Isifi" es el acrónimo de "Institut du Savoir Ideologique pour la Formation des Idoles", mientras que el lokole es un tambor tradicional congoleño. Como Isifi Lokole estaba compuesta principalmente por exmiembros de Zaiko Langa Langa, a veces se dice que está en el llamado "Clan Langa Langa". 

## Historia
Isifi Lokole fue una creación de Papa Wemba, que dejó Zaiko Langa Langa a mediados de la década de 1970 junto con Evoloko Jocker, Mavuela Somo y Bozi Boziana. Isifi Lokolo tuvo un éxito generalizado en el Congo; su éxito más famoso fue Amazone. A pesar de esto, en 1975 Papa Wemba, Somo y Boziana se fueron para crear otra banda llamada Yoka Lokole. Evoloko continuó Isifi Lokole por un tiempo, eventualmente cambiando el nombre de la banda a "Isifi Melodia". 

## Miembros
La alineación original de Isifi Lokole fue: 
- Evoloko Athsuamo (Evoloko Jocker): voz
- Shungu Wembadio (Papa Wemba): voz
- Mavuela Somo: voz
- Bozi Boziana: voz
- Chora Mukoko: guitarra
- Djo Mali: bajo
- Biko: batería
- Otis Koyongonda: tambor lokole